# الاتحاد العام التونسي للطلبة
الاتحاد العام التونسي للطلبة (بالفرنسية: Union générale tunisienne des étudiants أو اختصارا UGTE) هو منظمة نقابية كانت تعرف بشباب الإتجاه الإسلامي ، تتولى الدفاع عن المصالح المادية والمعنوية والبيداغوجية للطلبة في الجامعات التونسية، كما تعمل على الإحاطة بهم وتأطيرهم وتأهيلهم للنضال والتنظم النقابي في إطار «سياسي بحث »، سعياً إلى إعادة الفاعلية للحركة الطلابية في الجامعة التونسية. وجدت هذه المنظمة على الساحة الطالبية في 1985. تتنافس مدى تاريخها مع الاتحاد العام لطلبة تونس  أين لهما انتشار واسع وأغلب الجامعات التونسية. 
أما شعار المنظمة فهو: وحدة، نضال، استقلالية.

## تاريخ
في اجتماع عقد في كلية الحقوق بتونس يوم 15 نوفمبر 1984، مجموعة من الطلاب الإسلاميين أطلقوا مشروع «من أجل طالب حر» لحل أزمة نقابات الطلبة. في 22 مارس 1985، تحالف الوحدة النقابية مع الطلبة الإسلاميين كعنصر رئيسي و أعلنوا عن تنظيم انتخابات مؤتمر الحسم. من 18 إلى 20 أبريل وأقيم المؤتمر في كلية العلوم بتونس ليصبح مؤتمر تأسيسي لمنظمة طلابية جديدة أطلق عليها اسم «الاتحاد العام التونسي للطلبة» تحت قيادة الطلبة الإسلاميين، وذلك بالتعاون مع طلبة مستقلين.
نال الاتحاد العام التونسي للطلبة الاعتراف به كمنظمة طلابية قانونية في مايو 1988. ومنذ تاريخ تأسيسه أصبح لهذا الاتحاد الذي يضم غالبا وجوه إسلامية ومستقلة، الإجماع الطلابي مما اسقط الاتحاد الأخر في دائرة الفراغ، وهو ما دعا في سنة 1988 مجموعة من التيارات السياسية وخاصة منها المناضلون الوطنيون الديمقراطيون (مود) وحزب الوطنيين الديمقراطيين الموحد (وطد) والوطنيون الديمقراطيون بالجامعة (وطج) من الإسراع بتنظيم المؤتمر 18 الخارق للعادة، لإعادة هيكلة اتحادهم، ولم تمضي إلا شهور قليلة حتى انسحب «المود» من الأجتماع. في انتخابات المجالس العلمية في مارس 1990 حقق الاتحاد نجاحا كاسحا على منافسييه بفوزه ب70 مقعدا مقابل 3 .

في 25 مارس 1991، إتهمت السلطات أو الحزب الحاكم الاتحاد العام التونسي للطلبة بإمتلاكه وإخفائه لترسانة من الأسلحة و قامت المحكمة الابتدائية في تونس بتعليق أنشطته يوم 26 أبريل واتهم من قبل الحكومة بأنه الجناح الطلابي لحركة النهضة الإسلامية ووقع حله من قبل المحكمة يوم 8 يوليو 1991.
بعد الثورة التونسية، تأسست رابطة قدماء الاتحاد العام التونسي للطلبة، وهي جمعية ودادية تهدف إلى ربط الصلة بين قدماء الاتحاد والقيام بانشطة ذات طابع اجتماعي وثقافي وترفيهي لقدماء الاتحاد وأسرهم والتعاون مع الجمعيات المماثلة. وتتكون الهيئة المديرة من الرئيسة سعاد عبد الرحيم، فتحي الغزواني (الكاتب العام)، فتحي جبنوني (أمين المال)، عادل ثابتي (كاتب عام مساعد)، جميلة الشملالي (أمين مال مساعد). ووقع الاعتراف بها 11 يونيو 2011 بينما تظاهر في الجامعات التونسية أنصار الاتحاد العام التونسي للطلبة للمطالبة بعودة هذا الاتحاد وتقديمه كضحية للنظام القديم.

## شهداء الاتحاد
بعد الزخم الكبير الذي حظي به الاتحاد في سنوات التسعينات و اواخر الثمانينات 6 سنوات بعد التأسيس، شنت قوات القمع البوليسية التابعة للنظام التونسي أنذاك  حملة كبيرة من الإعتقالات و الإعتداءات على الاتحاد ومناضليه  مما أسفر على سقوط العديد من الشهداء داخل وخارج أسوار الجامعة. والتي انتهت بحله سنة 1991, قائمة لعدد من شهداء الإتحاد:
| - محمد عارف العلوي (توفي في 1997). - فيصل بركات (ولد في 4 مايو 1966 وتوفي في 11 أكتوبر 1991). - لطفي العيدودي. - عبد الواحد العبدلي. - عامر دقاشي (توفي في يونيو 1991). | - عثمان بن محمود. - عدنان بن سعيد (توفي في 8 مايو 1991), في كلية العلوم بتونس - أحمد العمري (توفي في 8 مايو 1991) في المدرسة الوطنية للمهندسين بتونس - مصطفى الحجلاوي (ولد في 1964 وتوفي في 27 مايو 1987). - الهادي البرهومي (توفي في 3 يناير 1984). |

## المؤتمرات
| المؤتمر | التاريخ             | المكان                                | الأمين العام                  |
| ------- | ------------------- | ------------------------------------- | ----------------------------- |
| 1       | 18 - 20 أبريل 1985  | كلية العلوم بتونس                     | عبد الكريم الهاروني           |
| 2       | 17 - 18 ديسمبر 1986 | كلية العلوم بتونس/كلية الطب بتونس     | عبد الكريم الهاروني           |
| 3       | 20 - 22 يناير 1989  | كلية الحقوق بتونس المنار              | عبد اللطيف المكي              |
| 4       | 1 - 2 ديسمبر 1990   | كلية الحقوق بتونس المنار              | نجم الدين الحمروني            |
| 5       | 13 - 14 أبريل 2013  | كلية العلوم بتونس                     | راشد الكحلاني                 |
| 6       | 14 - 16 مارس 2015   | كلية العلوم بصفاقس                    | راشد الكحلاني ثم هيثم التميمي |
| 7       | 19 - 21 مارس 2017   | كلية الصيدلة بالمنستير                | نجم الدين الفالحي             |
| 8       | 17 - 19 مارس 2019   | المركب الجامعي بتطاوين                | حمزة العكايشي                 |
| 9       | 15-19 اكتوبر 2021   | كلية العلوم ببنزرت                    | ايمن البدري                   |
| 10      | 15-18 سبتمبر 2023   | كلية العلوم الاقتصادية و التصرف بسوسة | وسيم بن مسعود                 |

### المؤتمر الرابع
انعقد المؤتمر الرابع للاتحاد العام التونسي للطلبة في ديسمبر 1990 بكلية العلوم بتونس، وكان من أبرز الحضور في ذلك الوقت الدكتور المنصف المرزوقي و أفرز نجم الدين الحمروني أمينا عاما و13 عضو في المكتب التنفيذي وهم :
| الترتيب | أعضاء المكتب التنفيذي           | عدد الأصوات |
| ------- | ------------------------------- | ----------- |
| 1       | عامر العريض                     | 374 صوت     |
| 2       | نجم الدين الحمروني (أمينا عاما) | 369 صوت     |
| 3       | نجم الدين غربال                 | 368 صوت     |
| 3       | عبد اللطيف الفخفاف              | 368 صوت     |
| 5       | جميلة الشملالي                  | 364 صوت     |
| 6       | عادل الثابتي                    | 358 صوت     |
| 8       | طارق العلوي                     | 348 صوت     |
| 9       | عز الدين الشمام                 | 337 صوت     |
| 10      | نجوى خرشاني                     | 333 صوت     |
| 11      | ثامر الجوة                      | 329 صوت     |
| 12      | جمال الدلال                     | 319 صوت     |
| 13      | فوزي التليلي                    | 250 صوت     |

### المؤتمر الخامس
انعقد هذا المؤتمر تحت شعار الثورة والعودة يومي 13 و14 أبريل 2013 بكلية العلوم بتونس، وقد حضر افتتاحه عدد من كبار مسؤولي الدولة وفي مقدمتهم أميناه العامان الأولان عبد الكريم الهاروني وعبد اللطيف المكي على التوالي وزيرا النقل والصحة، إلى جانب آخرين من بينهم محمد القوماني أمين عام حزب الإصلاح والتنمية وعبد الوهاب الهاني رئيس حزب المجد. وقد بلغ المؤتمرون حوالي الأربعمائة انتخبوا مكتبا تنفيذيا جديدا ترشح له 43 عضوا ونجح منهم 13 هم على التوالي:
| الترتيب | أعضاء المكتب التنفيذي      | عدد الأصوات |
| ------- | -------------------------- | ----------- |
| 1       | راشد الكحلاني (أمينا عاما) | 242 صوت     |
| 2       | سمية العرنوني              | 193 صوت     |
| 3       | محمد الطيب مكي             | 156 صوت     |
| 4       | عمران الميراوي             | 145 صوت     |
| 5       | محمد الهادي فتحي           | 135 صوت     |
| 6       | نضال العرفاوي              | 112 صوت     |
| 8       | هيثم التميمي               | 108 صوت     |
| 8       | خالد الضاوي                | 108 صوت     |
| 10      | زياد المثلوثي              | 106 صوت     |
| 11      | عامر حاجي                  | 104 صوت     |
| 12      | يحي بن عبدالله             | 102 صوت     |
| 13      | نضال السعيد                | 86 صوت      |

### المؤتمر السادس
تحت شعار «مؤتمر الوعي والإنجاز : من اجل حياة طلابية ديمقراطية وتعليم في خدمة المجتمع» انطلقت عشية السبت 14 مارس 2015 بكلية العلوم بصفاقس اشغال المؤتمر السادس للاتحاد العام التونسي للطلبة البذي يمتد من 14 إلى 16 مارس 2015 وهو المؤتمر الثاني بعد الثورة بعد مؤتمر أبريل 2013 الأول بكلية العلوم بتونس.
و دخل المؤتمر الثاني للإتحاد بعد الثورة أكثر من 550 مؤتمر منتخبين في أكثر من 140 جزء جامعي داخل الجامعة التونسية. 
كما شارك في حفل الإفتتاح الخاص بالمؤتمر أكثر من 10 ألاف شخص بين طلبة وشخصيات عامة ووطنية وعربية من منظمات طلابية أخرى ومنظمات تعمل في المجتمع المدني التونسي والعربي والعالمي.
وبعد ثلاث أيام من الإجتماعات والمداولات المتواصلة خرج أبناء بمجموعة من اللاوائح كانت اهمها اللائحة السياسية التي طرحت لأول مرة في تاريخ المنظمات النقابية التونسية إضافة إلى ثلاث لوائح أخرى وهم على التوالي: النقابية البيداغوجية و القانونية و الثقافية . 
و تم كذلك إفراز قيادة جديدة للمنظمة تتكون من 17 عضو مكتب تنفيذي هم :
| الترتيب | أعضاء المكتب التنفيذي      | عدد الأصوات                                               |
| ------- | -------------------------- | --------------------------------------------------------- |
| 1       | راشد الكحلاني (أمينا عاما) | 351 صوت (قبل أن يعوضه هيثم التميمي)                       |
| 2       | محمد الطيب المكي           | 327 صوت                                                   |
| 3       | نجم الدين الفالحي          | 310 صوت                                                   |
| 4       | محمد خلف الله              | 304 صوت                                                   |
| 5       | يحي بن عبد الله            | 279 صوت                                                   |
| 6       | نضال بن سعيد               | 279 صوت                                                   |
| 8       | تيسير التيس                | 265 صوت                                                   |
| 9       | هيثم التميمي               | 262 صوت (ثم تولى الأمانة العامة بقرار من الهيئة الإدارية) |
| 10      | حمزة العكايشي              | 258 صوت                                                   |
| 11      | علاء النصيري               | 241 صوت                                                   |
| 12      | منتصر القاسمي              | 240 صوت                                                   |
| 13      | يحي الحامدي                | 215 صوت                                                   |
| 14      | أيمن شعباني                | 212 صوت                                                   |
| 15      | فارس التارزي               | 207 صوت                                                   |
| 16      | منذر العبيدلي              | 189 صوت                                                   |
| 17      | محمد عياد                  | 169 صوت                                                   |

المكتب التنفيذي السادس للإتحاد العام التونسي للطلبة.

### المؤتمر السابع
تحت شعار «منتصرون للطلبة، أوفياء للشهداء، شركاء في القرار» انطلقت عشية السبت 19 مارس 2017 بكلية الصيدلة بالمنستير أشغال المؤتمر السابع للاتحاد العام التونسي للطلبة الذي يمتد من 19الى 21 مارس 2017، وفي مساء اليوم الأول طلب من المؤتمرين أن يغادروا مكان المؤتمر، إلا أن الأمر وصل رئيس الحكومة يوسف الشاهد فتدخل ليستمر المؤتمر في الانعقاد في نفس المكان إلى اليوم الأخير. حيث تمت في الأثناء مناقشة اللوائح والمصادقة عليها وانتخاب أعضاء المكتب التنفيذي الجديد، وقد أسفرت نتائج التصويت على ما يلي:
| الترتيب | أعضاء المكتب التنفيذي          | عدد الأصوات |
| ------- | ------------------------------ | ----------- |
| 1       | نجم الدين الفالحي (أمينا عاما) | 244 صوتا    |
| 2       | حمزة العكايشي                  | 235 صوتا    |
| 3       | محمد عياد                      | 204 صوتا    |
| 4       | مريم العوني                    | 203 صوتا    |
| 5       | أسامة سوارة                    | 197 صوتا    |
| 6       | أحمد فلاح                      | 182 صوتا    |
| 7       | إيناس الغانمي                  | 176 صوتا    |
| 8       | فارس التارزي                   | 168 صوتا    |
| 8       | منتصر الطرابلسي                | 168 صوتا    |
| 10      | شرف الدين عمار                 | 160 صوتا    |
| 11      | أيمن الزهروني                  | 155 صوتا    |
| 12      | نضال السالمي                   | 144 صوتا    |
| 13      | نادية البراني                  | 137 صوتا    |
| 14      | طه الهمامي                     | 128 صوتا    |
| 15      | منذر العبيدلي                  | 117 صوتا    |

### المؤتمر الثامن
تحت شعار «الوفاء والتجديد، منظمة شريكة و فاعلة من أجل جامعة عمومية رائدة» عقد الاتحاد العام التونسي للطلبة المؤتمر الوطني الثامن المنعقد أيام 17 ، 18 ، 19 مارس 2019 بالمركب الجامعي بتطاوين بحضور أكثر من 2000 طالب من في حفل الافتتاح وبحضور شخصيات وطنية وممثلين عن المجتمع المدني و ممثلين عن الإتحادات الطلابية مغاربية وعربية ودولية، وحيث انطلقت أشغال المؤتمر الوطني الثامن بإنتخاب محمد عياد رئيسا للمؤتمر، وقد أسفرت نتائج التصويت على ما يلي:
| الترتيب | أعضاء المكتب التنفيذي      | عدد الأصوات |
| ------- | -------------------------- | ----------- |
| 1       | حمزة العكايشي (أمينا عاما) | 373 صوتا    |
| 2       | أيمن البدري                | 303 صوتا    |
| 3       | خبيب عمار                  | 288 صوتا    |
| 4       | رامي ڨوادر                 | 279 صوتا    |
| 5       | مريم العوني                | 270 صوتا    |
| 6       | أيمن الزهروني              | 264 صوتا    |
| 7       | عبد الناصر الأسود          | 264 صوتا    |
| 8       | نادر بوقديدة               | 261 صوتا    |
| 8       | شرف الدين عمار الماجري     | 244 صوتا    |
| 10      | آدم السايبي                | 241 صوتا    |
| 11      | منذر العبدلي               | 237 صوتا    |
| 12      | عبير الجبالي               | 226 صوتا    |
| 13      | وجدي بن الطيب              | 204 صوتا    |
| 14      | مريم بم صالح               | 167 صوتا    |
| 15      | عثمان العريضي              | 161 صوتا    |

## انتخابات المجالس العلمية للجامعات
| السنة | المقاعد   | النسبة | المركز وطنيا |
| ----- | --------- | ------ | ------------ |
| 2012  | 152 / 484 | 31.4%  | الثاني       |
| 2013  | 78 / 549  | 14.2%  | الثاني       |
| 2014  | 193 / 516 | 37.4%  | الأول        |
| 2015  | 203 / 452 | 44.9%  | الأول        |
| 2018  | 266 / 542 | 49%    | الأول        |
| 2019  | 239 / 534 | 45%    | الأول        |
| 2020  | 285 / 551 | 51.7%  | الأول        |
| 2021  | 270 / 551 | 49.1%  | الأول        |
| 2022  | 194 / 527 | 37%    | الأول        |
| 2023  | 263 / 533 | 49%    | الأول        |
| 2024  | 244 / 532 | 46%    | الاول        |

## أمناؤه العامون
أول أمين عام للاتحاد هو عبد الكريم الهاروني (قيادي بحركة النهضة وطالب بالمدرسة الوطنية للمهندسين بتونس)، ثم تولى الأمانة العامة عبد اللطيف المكي (قيادي بحركة النهضة وطالب بكلية الطب بتونس)، أما آخر أمين عام فهو نجم الدين الحمروني (طالب بكلية الطب بتونس). هذا وقد مثل الأولان ضمن محاكمات حركة النهضة في مطلع التسعينات، في حين فر الثالث إلى خارج البلاد.

بعد الثورة انتخب خلال المؤتمر الخامس المنعقد يومي 13 و14 أبريل 2013 الطالب راشد الكحلاني أمينا عاما رابعا في تاريخ الاتحاد. ثم عوضه هيثم التميمي بقرار من الهيئة الإدارية. وفي المؤتمر السابع المنعقد بكلية الصيدلة بالمنستير فيما بين 19 و21 مارس 2017 انتخب نجم الدين فالحي أمينا عاما وأما في المؤتمر الثامن المنعقد بالحي الجامعي بتطاوين فيما بين 17 و19 مارس 2019 فقد أنتخب حمزة العكايشي أمينا عاما جديدا بعدها عقد موتمر التاسع في سبتمبر 2021 بكلية العلوم ببنزرت وتم انتخاب أيمن البدري أمينا عاما وأخيرا عقد المؤتمر العاشر في سبتمبر 2023 وانتخب السيد وسيم بن مسعود أمينا عاما للمنظمة.

## المطالب بعد الثورة
بعد الثورة التونسية عمل الاتحاد العام التونسي للطلبة على تنفيذ العديد من المطالب وأهمها:
- إرساء آليات العدالة الانتقالية بتكوين لجنة وطنية للحقيقة والانصاف تحقق في الجرائم التي ارتكبت في حق الحركة الطلابية ومن بينها مظلمة حل منظمتة «الاتحاد العام التونسي للطلبة» وسجن قادتها ومناضليها ومنتسبيها وتهجيرهم، وتصفية بعضهم، وتكون مهام هذه اللجنة كشف الحقيقة واصدار تقرير يؤرخ لتلك الحقبة السوداء.
- ردّ الاعتبار للاتحاد العام التونسي للطلبة.
- فسح المجال أمام الطلاب الذين يختارون إعادة إحياء منظمة الاتحاد العام التونسي للطلبة للنشاط الحرّ في رحاب الجامعات التونسية.
- رفع الوصاية عن الجامعة وإقرار استقلاليتها الأكاديمية واعتماد الانتخابات في اختيار كافة الهياكل المسيرة.
- فسح المجال أمام الجامعة للقيام بدورها في صياغة مجتمع المواطنة والعدالة الاجتماعية بما يمكنها من أخذ مكانها الريادي في المجتمع.
- الإعلان عن  تأسيس رابطة قدماء الاتحاد العام التونسي للطلبة.

## الإتحاد يسترجع تأشيرته القانونية
استرجع الأمين العام الخامس للإتحاد العام التونسي للطلبة راشد الكحلاني يوم 11 يونيو 2011 التأشيرة القانونية للمنظمة بعد أكثر من 20 سنة على تجميد نشاط الاتحاد من قبل نظام الرئيس المخلوع زين العابدين بن علي.

## الاتحاد و القضية الفلسطينية
يعتبر الاتحاد العام التونسي للطلبة , القضية الفلسطينية , قضية جوهرية في العالم العربي هي القضية المركزية في إطار دفاعه و مساندته لكل قضايا التحرر في العالم , و تمثل القضية الفلسطينية إحدى المرتكزات الثقافية التي تعبر عن الاتحاد حيث تشمل أغلب نشاطات المنظمة الثقافية جزء من القضية .
و قد أكد الاتحاد هذا التوجه في عديد المناسبات كانت اهمها توقيع بيان مشترك مع 8 اتحادات عربية تدعو إلى ردع الهجوم الصهيوني على الأقصى والقدس في 25 أبريل 2014.

## المشروع النقابي الديمقراطي
طرح الاتحاد العام التونسي للطلبة خلال ندوة صحفية عقدها في 11 فبراير 2014 بكلية العلوم بتونس مشروعه النقابي الديمقراطي الرامي إلى إرساء مناخ نقابي ديمقراطي تعددي داخل الفضاء الجامعي.

وتنصّ المبادئ العامة لهذا البرنامج على احترام التعددية النقابية والسياسية داخل الجامعة ودمقرطة العمل النقابي على مستوى الممارسة والخطاب وتجريم العنف مبدأ وخطابا وسلوكا والفصل الواضح بين الهياكل النقابية والهياكل السياسية واحترام أدبيات الديمقراطية الاستقلالية حتى تكون النقابة مفتوحة أمام كل الطلبة.

كما تنصّ على احترام مبدأ الجماهيرية وضد الممارسة البيروقراطية والانتهازية وتبعية النقابة لجهة معينة أو حزبيتها أو جعلها مجرد مجال للإعداد والاستعداد لتأسيس حزب معين فضلا عن مبادئ العلنية والقانونية.

## روابط خارجية
- الموقع الرسمي للاتحاد العام التونسي للطلبة UGTE